# Ємець Іван Артемович
Іва́н Арте́мович Є́мець (нар. 20 травня 1926, с. Манвелівка, Дніпропетровська область, Українська РСР, СРСР — † 29 січня 2001) — радянський залізничник українського походження, начальник Одеської (1972–1977) та Прибалтійської залізниці (1981–1988), заступник міністра шляхів сполучення СРСР (1977-1981). Кавалер двох Орденів Трудового Червоного Прапора та Ордена Жовтневої Революції.

## Життєпис
Народився у с. Манвелівка, Дніпропетровська область, у родині партійного працівника.
У 1933 році батько отримав розподілення на політичну роботу на залізничному транспорті, що й визначило майбутнє сина, який вже у 1942 році розпочав свою трудову діяльність в паровозному депо станції Чимкент на посаді учня слюсаря з ремонту паровозів.
З 1943 року працював черговим по станції у 20-му воєнно-експлуатаційному відділенні, що забезпечувало перевезеннями спочатку Третій Український, а згодом Другий Український фронти.
У вересні 1945 року Івана Ємця було зараховано на навчання до Дніпропетровського технікуму залізничного транспорту, з якого він у 1947 році перевівся на заочне відділення до Львівського технікуму, отримавши посаду поїзного диспетчера Львівського відділення.
У 1948 році був переведений в управління залізниці на посаду старшого помічника начальника розпорядчого відділу служби руху.
У 1952 році став випускником Дніпропетровського інституту інженерів залізничного транспорту та отримав направлення на Одеську залізницю, де у липні 1952 року його було призначено на посаду заступника начальника, а з липня 1953 року — начальника станції Одеса-Порт.
У жовтні 1953 року був відряджений на Сталінську залізницю, де обійняв посаду начальника станції Синельникове. У січні 1956 року отримав підвищення до заступника начальника відділу руху Запорізького відділення Сталінської залізниці, а у серпні 1958 став начальником відділу.
У серпні 1968 року Іван Ємець був призначений начальником Кіровоградського відділення Придніпровської залізниці, а наступного року — першим заступником начальника Одесько-Кишинівської залізниці, яку очолив за чотири роки потому. Під час керівництва Івана Ємця було введено в експлуатацію станцію Іллічівськ-Поромна, завершено будівництво лінії Помічна — Долинська, розпочато будівництво будівельно-промислової бази і нового морського порту «Південний». Пропрацював на посаді начальника залізниці до липня 1977 року, після чого був переведений до Москви на посаду заступника міністра шляхів сполучення СРСР.
У 1981-1988 працював начальником Прибалтійської залізниці. Обирався депутатом Верховної Ради Латвії.
У травні 2010 року пам'ять Івана Ємця було вшановано наданням одній із зупинних платформ Одеської залізниці його імені.

## Нагороди
- Орден Трудового Червоного Прапора
- Орден Трудового Червоного Прапора
- Орден Жовтневої Революції
- Знак «Почесному залізничнику»